# Ą̂
Ą̂ (minuscule : ą̂), appelé A accent circonflexe ogonek, est une lettre latine utilisée dans l’écriture du danezaa, du han et du tagish.
Il s’agit de la lettre A diacritée d’un accent circonflexe et d’un ogonek.

## Représentations informatiques
Le A accent circonflexe ogonek peut être représenté avec les caractères Unicode suivants : 
- précomposé et normalisé NFC (supplément latin-1, diacritiques) :

| formes    | représentations | chaînes de caractères | points de code | descriptions                                                    |
| --------- | --------------- | --------------------- | -------------- | --------------------------------------------------------------- |
| capitale  | Ą̂               | Ą◌̂                    | U+0104 U+0302  | lettre majuscule latine a ogonek diacritique accent circonflexe |
| minuscule | ą̂               | ą◌̂                    | U+0105 U+0302  | lettre minuscule latine a ogonek diacritique accent circonflexe |

- décomposé et normalisé NFD (latin de base, diacritiques) :

| formes    | représentations | chaînes de caractères | points de code       | descriptions                                                                |
| --------- | --------------- | --------------------- | -------------------- | --------------------------------------------------------------------------- |
| capitale  | Ą̂               | A◌̨◌̂                   | U+0041 U+0328 U+0302 | lettre majuscule latine a diacritique ogonek diacritique accent circonflexe |
| minuscule | ą̂               | a◌̨◌̂                   | U+0061 U+0328 U+0302 | lettre minuscule latine a diacritique ogonek diacritique accent circonflexe |